# جوناثان سايكس
جوناثان سايكس (بالإنجليزية: Jonathan Sykes)‏ هو لاعب كرة قدم باهاماسي في مركز الوسط، ولد في 9 مارس 1990 في ناساو في باهاماس. شارك مع منتخب الباهاماس لكرة القدم.

## وصلات خارجية
- جوناثان سايكس على موقع الاتحاد الدولي (مؤرشف)  (الإنجليزية)
- جوناثان سايكس على موقع قاعدة بيانات كرة القدم.إي يو (الإنجليزية)
- جوناثان سايكس على موقع ناشيونال فوتبول تيمز (الإنجليزية)